# Jacqueline Kennedy Onassis
Jacqueline Kennedy Onassis (Southampton, 1929. július 28. – Manhattan, 1994. május 19.) John Fitzgerald Kennedy, az Amerikai Egyesült Államok 35. elnökének felesége és ezáltal az Egyesült Államok first ladyje 1961 és 1963 között.
Öt évvel az elnök elleni merénylet után, 1968-ban feleségül ment Arisztotélisz Onászisz görög hajómágnáshoz, akivel házassága Onassis 1975-ben bekövetkezett haláláig tartott. Utolsó éveiben sikeres karriert futott be mint könyvszerkesztő. Jobban szerette, ha a keresztnevét francia kiejtéssel mondták ki. Kennedyvel való házassága után Jacqueline Kennedy (vagy Jackie Kennedy), az Onassisszal való házassága után pedig Jacqueline Onassis, Jackie Onassis, vagy még informálisabban Jackie O. néven volt ismert.

## Ifjúkora
Jacqueline Lee Bouvier néven született Southamptonban, New York államban, a Wall Street-i tőzsdeügynök, John Vernou Bouvier III és felesége, Janet Norton Lee lányaként. Húga, Caroline Lee 1933-ban született, és később Lee Radziwillként vált ismertté. A „Jacqueline Lee” név emléket állít a család mindkét ágának: a „Jaqueline” az apai ág három generációjára, míg a „Lee” az anyai nagyszülők vezetéknevére emlékeztet. Jacqueline a korai éveit New York City és East Hampton-i (New York állam) „Lasata” nevű Bouvier családi birtok között ingázva töltötte. Utóbbin vált egész fiatal korában kiváló lovassá, a lovaglás egész életében szenvedélye maradt. Gyerekként még a rajzolás, az olvasás és a versírás volt a kedvenc időtöltése. Szülei 1940-ben elváltak. Apja többször nem nősült meg, anyja 1942-ben feleségül ment Hugh D. Auchincloss Jr-hoz, a Standard Oil örököséhez, akitől két gyermeke született: Janet és James. Jacqueline és Lee ezután felváltva tartózkodtak mostohaapjuk két hatalmas birtokán („Merrywood”, Mclean, Virginia állam és „Hammersmith Farm”, Newport, Rhode Island állam) és alkalmanként édesapjuknál, New Yorkban.

## Tanulmányok, a társaságba való bevezetés és az első állás
Jacqueline 1935-ben New York-ban a híres Chapin Iskola óvodájába járt, és ott végezte el az iskola első éveit is. 1942-től 1944-ig a bethesdai Holton-Arms Schoolban (Maryland) végezte el a középiskola első osztályát, majd átiratkozott Miss Potter iskolájába, a Connecticut állambeli Farmingtonba, ahol 1947-ben érettségizett. A főiskola első két évét a Vassarben, a New York állambeli Poughkeepsie-ben végezte el, majd 1949–1950 között a franciaországi grenoble-i egyetemen, majd a Sorbonne-on töltötte. Ezután visszatért a washingtoni George Washington Egyetemre, ahol 1951-ben diplomázott francia irodalomból. 1951-ben állt munkába először a Washington Times-Heraldnál. Rovatja számára szellemes kérdéseket tett fel a washingtoni embereknek, majd a kérdések és a válaszok megjelentek az újságban az interjúalany fényképével. Ekkoriban eljegyezte John Husted tőzsdeügynök, de az eljegyzést három hónap után felbontották.

## Házassága John Kennedyvel
Jacqueline Bouvier és az akkori kongresszusi képviselő, John Kennedy ugyanabban a társadalmi körben forgott, de hivatalosan 1952. május 8-án, egy közös barátjuk, az újságíró Charles Bartlett által rendezett vacsorán mutatták be őket egymásnak. Kennedy ebben az időben nagyon el volt foglalva, mert az állam szenátusi tisztségéért versengett. Kezdetben csak ritkán találkoztak, de miután Kennedyt szenátorrá választották, kettejük kapcsolata komolyabbra fordult, és végül eljegyzéshez vezetett, amelyet 1953. június 25-én jelentettek be. Esküvőjük 1953. szeptember 12-én volt a Rhode Island állambeli Newportban, a Szűz Mária templomban. A szertartáson hétszázan, a Hammersmith Farmon rendezett fogadáson kilencszáz vendég vett részt. Jacqueline esküvői ruháját az afro-amerikai ruhatervező, Ann Lowe készítette. A ruha jelenleg Bostonban, a Kennedy Könyvtárban látható.
A rövid nászút után a pár a virginiai McLeanben telepedett le. A fiatalasszony nehezen igazodott a politikai élet követelményeihez, és nagy nyomást gyakorolt rá a Kennedy család is. Kennedynek ismertek voltak nőügyei, és ezen a házasság sem változtatott. Emellett súlyos egészségügyi problémái is voltak: Addison-kórban, illetve a második világháborúban szerzett sebesülése miatt krónikus hátfájásban szenvedett, kétszer is megműtötték a gerincét. A műtétek utáni lábadozás során Jacqueline bátorította férjét, hogy írja meg Profiles in Courage című könyvét, amely olyan amerikai szenátorokról szólt, akik – akár karrierjük kockáztatásával – olyan dolgokért harcoltak, amikben hittek. Ezért a könyvéért 1957-ben Pulitzer-díjat kapott. Jacqueline 1955-ben elvetélt, majd 1956-ban egy halva született lányt hozott a világra. Mindezek jelentős nehézséget okoztak a házasságban, rövid ideig külön is éltek, de a pár kibékült, és Georgetownba költöztek. Jacqueline sikeresen adott életet második lányuknak, Caroline-nak (1957) és fiuknak, Johnnak (1960), aki császármetszéssel született.

## Gyermekei
- Arabella Kennedy (1956. augusztus 23.) halva született lány
- Caroline Kennedy (1957. november 27.)
- John F. Kennedy Jr. (1960. november 25.)
- Patrick Bouvier Kennedy (1963. augusztus 7. – 1963. augusztus 9.) csecsemőkori légzési elégtelenségben halt meg

## Az Egyesült Államok first ladyje

### Kampányidőszak
1960 januárjában John F. Kennedy szenátor bejelentette, hogy indul az elnöki posztért, és kampánykörútra indult az országban. A kampányban felesége is aktív szerepet vállalt. Sokféleképpen segítette férjét: például élelmiszerboltban beszélt a vásárlókhoz, középiskolásoknak osztogatott aláírásokat, mondván, hogy az ő aláírása olvashatóbb, mint Johné. Röviddel ezután tudta meg, hogy ismét gyermeket vár, és előző terhességeinek tapasztalatai okán az orvosa azt írta elő neki, hogy maradjon otthon. Ezután Georgetownból segített azzal, hogy több ezer kampánylevelet megválaszolt, televíziós reklámokat vett fel, nyilatkozatokat adott mind a televíziókban, mind az írott sajtóban. Hetenként jelent meg Campaign Wife címmel rovata.

### First ladyként

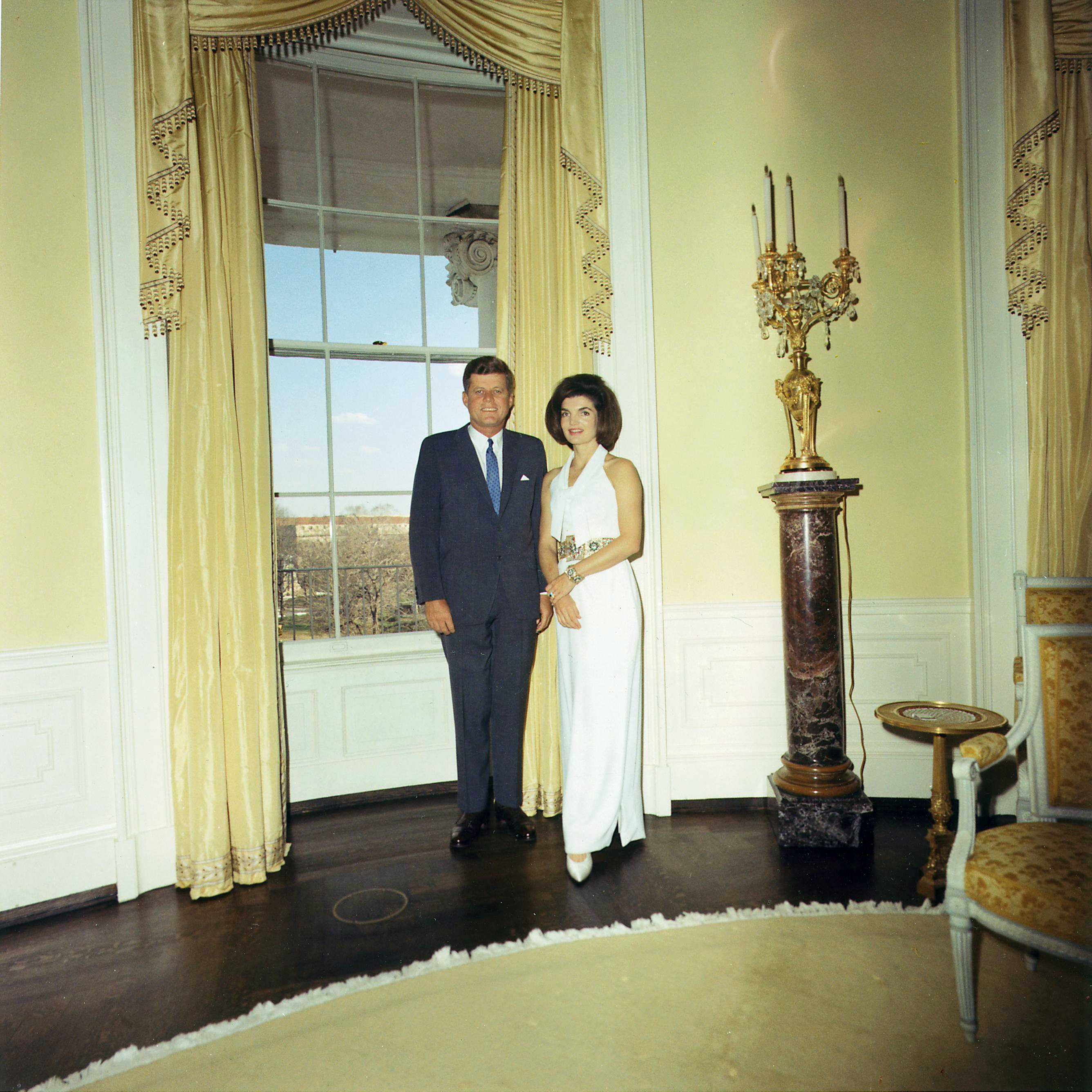
John Fitzgerald Kennedy és a first lady az ovális szobában, 1963. március 28.

Az 1960. november 8-án tartott általános választáson szoros küzdelemben John F. Kennedy legyőzte a republikánus Richard Nixont. Két héttel később Jacqueline császármetszéssel életet adott fiának, Johnnak. 31 évesen ő volt az Amerikai Egyesült Államok egyik legfiatalabb first ladyje, előtte csak Frances Folsom Cleveland és Julia Tyler áll. Erős ellentéte volt az elődeinek, akik nála sokkal idősebbek voltak. Fiatal, csinos és intelligens asszony volt, stílus- és eleganciaérzékkel. Bár néha kritizálták zárkózottságát, drága ízlését és európai útjait, de az amerikai közvélemény szerette, bálványozta. Mint minden first lady, ő is a közvélemény reflektorfényében állt, és részletekbe menően vizsgáltak mindent az életében. Bár nem volt ellenére, hogy interjúkat adjon és hogy fényképezzék, aggódott, hogy ez milyen hatással lesz gyermekeire. Meg akarta védeni őket a nyomástól, normális gyermekkort akart biztosítani számukra.
Jacqueline Kennedy számos társadalmi eseményt szervezett, ami az elnöki párt nemzetközi reflektorfénybe állította. Művészeket, írókat, tudósokat, költőket is vegyített a meghívott politikusok, diplomaták és államférfiak közé. Folyékonyan beszélt franciául, a művészet, a zene és a kultúra szeretete újdonságként jelent meg a Fehér Házban. Közvetlensége révén kedvező benyomást szerzett a külföldi vezetőkkel való találkozókon, például Nyikita Hruscsovval Bécsben. Ez az elnöki csúcs kudarcba fulladt ugyan, de a first lady személye miatt sokan mégis pozitív eseménynek tartották. Amikor Hruscsovot megkérték, hogy a fotózáshoz fogjon kezet Kennedyvel, a szovjet vezető a következőt mondta: „Először vele (Jacqueline-nal) szeretnék kezet fogni!” Az elnöki pár franciaországi utazása előtt a Fehér Ház kertjében egy beharangozó jellegű tv-felvételt készítettek az asszonnyal – francia nyelven. Ezzel elnyerte a francia emberek, sőt Charles de Gaulle szimpátiáját is. A látogatás során – többek között – a Time magazin is el volt ragadtatva a first ladytől, és megjegyezte, hogy „Ott volt vele a párja is”. Ehhez Kennedy elnök is csak humorral viszonyulhatott: „Én vagyok az a férfi, aki Jacqueline Kennedy utazótársa voltam Párizsban, élveztem”.
John Kenneth Galbraith, Kennedy indiai nagykövetének szervezésében Jacqueline Kennedy indiai és pakisztáni körútra ment a testvérével, Lee Radzwill-lel, amiről bőségesen tudósított a sajtó. Lahorban a pakisztáni elnök, Ayub Khan neki ajándékozta leghíresebb lovát, a Sardart, amelynek neve urdu nyelven „vezetőt” jelent. Később ezt az ajándékot széles körben tévesen Szaúd-Arábia királyának tulajdonították. Lahori tartózkodása során találkozott és beszélgetett Pahlavi, iráni sah nejével, Farah Pahlavival, akit a közvélemény és a média egyaránt Jackie-hez hasonlított.
Francia származása miatt Jacqueline mindig vonzódott Franciaország iránt, amit ott végzett tanulmányai tovább erősítettek. Ez tetten érhető volt például a Fehér Ház hivatalos ebédlőjének berendezésénél, öltözködési ízlésében és a balett iránti szeretetében. Egy francia belsőépítész, Stéphane Boudin segítette a Fehér Ház hivatalos és privát részlegeinek berendezését. A Fehér Ház séfjeként egy vietnami származású francia séfet alkalmazott.

### A Fehér Ház felújítása

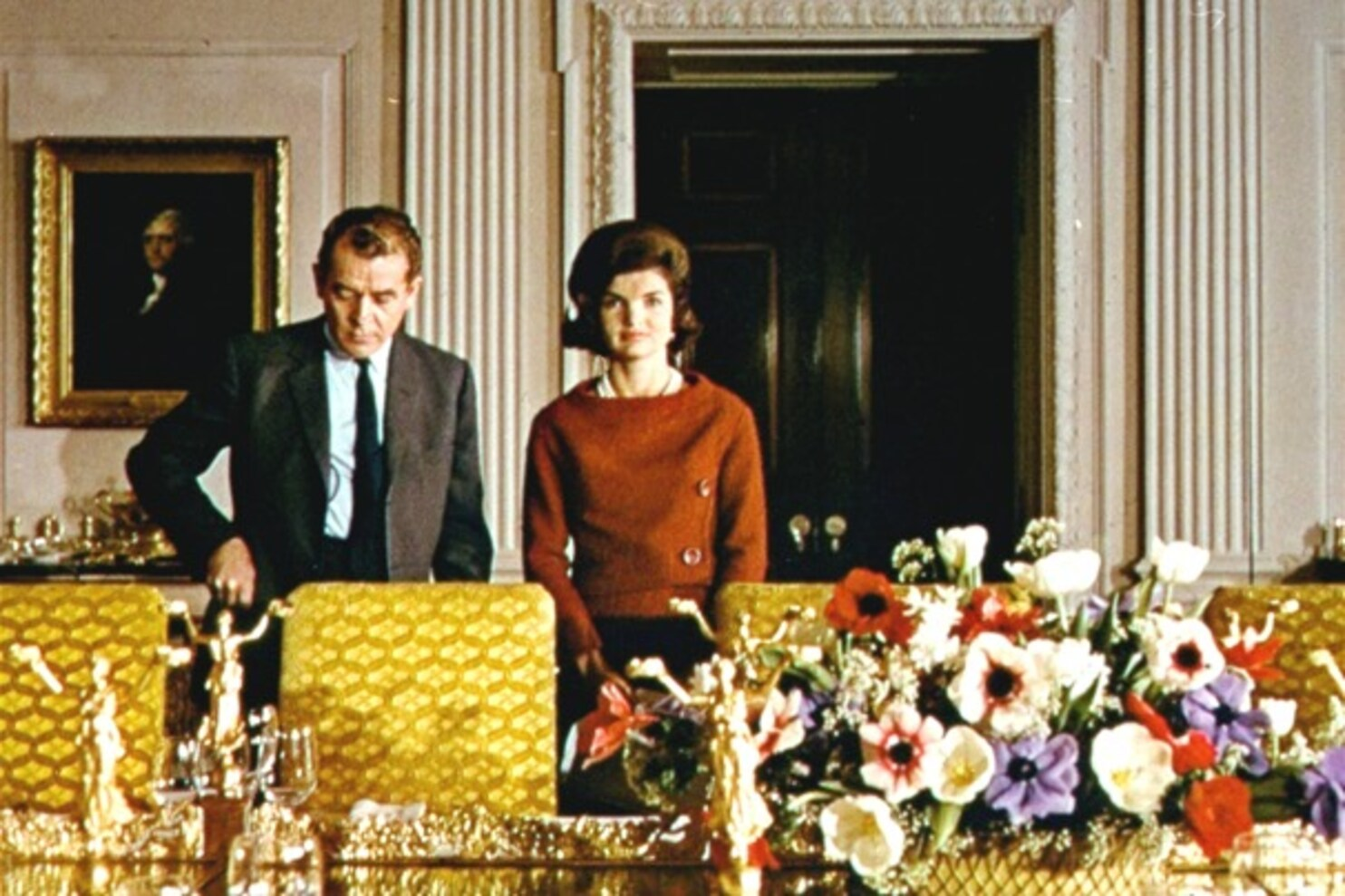
A Fehér Ház bemutatása a CBS-ben

A Fehér Ház felújítása volt Jacqueline Kennedy első nagyobb projektje. Meglepő volt számára, hogy a szobák milyen középszerűen voltak bebútorozva, hiányoztak a történelmi emlékek. Első célkitűzése a családi részleg szépítése és alkalmassá tétele a családi életre volt, ami együtt járt egy konyha építésével a családi folyosón és a gyerekszobák kialakításával. Az erre a célra elkülönített források azonban gyorsan kimerültek, ezért létrehozott egy szépművészeti bizottságot, amely felügyelte és végezte a restaurációs munkálatokat. Még az amerikai bútorgyártásban szakértő Henry du Ponttal is konzultált. A projekt során pletykák jelentek meg a szobák költséges újrafestéséről, a drága tapéták alkalmazásáról az étkezőben, később pedig az derült ki, hogy számos konfliktusa volt a felújításban közreműködő Parish, du Pont és Boudin listáival kapcsolatban. Kezdeményezésére kiadták a Fehér Ház első útikalauzát, és az ebből származó bevétel majdnem egészében fedezte a restaurálás költségeit.
1962. február 14-én a first lady Charles Collingwood, a CBS tv műsorvezetője segítségével bemutatta a felújított Fehér Házat a tévénézőknek. A körbevezetésen a következőt mondta: „Csak azt érzem, hogy a Fehér Házban mindennek a legjobbnak kell lennie, a vendéglátás itt adott. Ha van egy amerikai cég, amit lehet segíteni, akkor én ezt szeretném tenni. Ha nem, akkor addig, amíg ez a legjobb”. Rachel Lambert Mellonnal együttműködve újraültette a Fehér Ház rózsakertjét és a keleti kertet, amelyet a férjét ért merénylet után Jacqueline Kennedy-kertnek neveztek el.

### A merénylet
Bővebben: John Fitzgerald Kennedy meggyilkolása

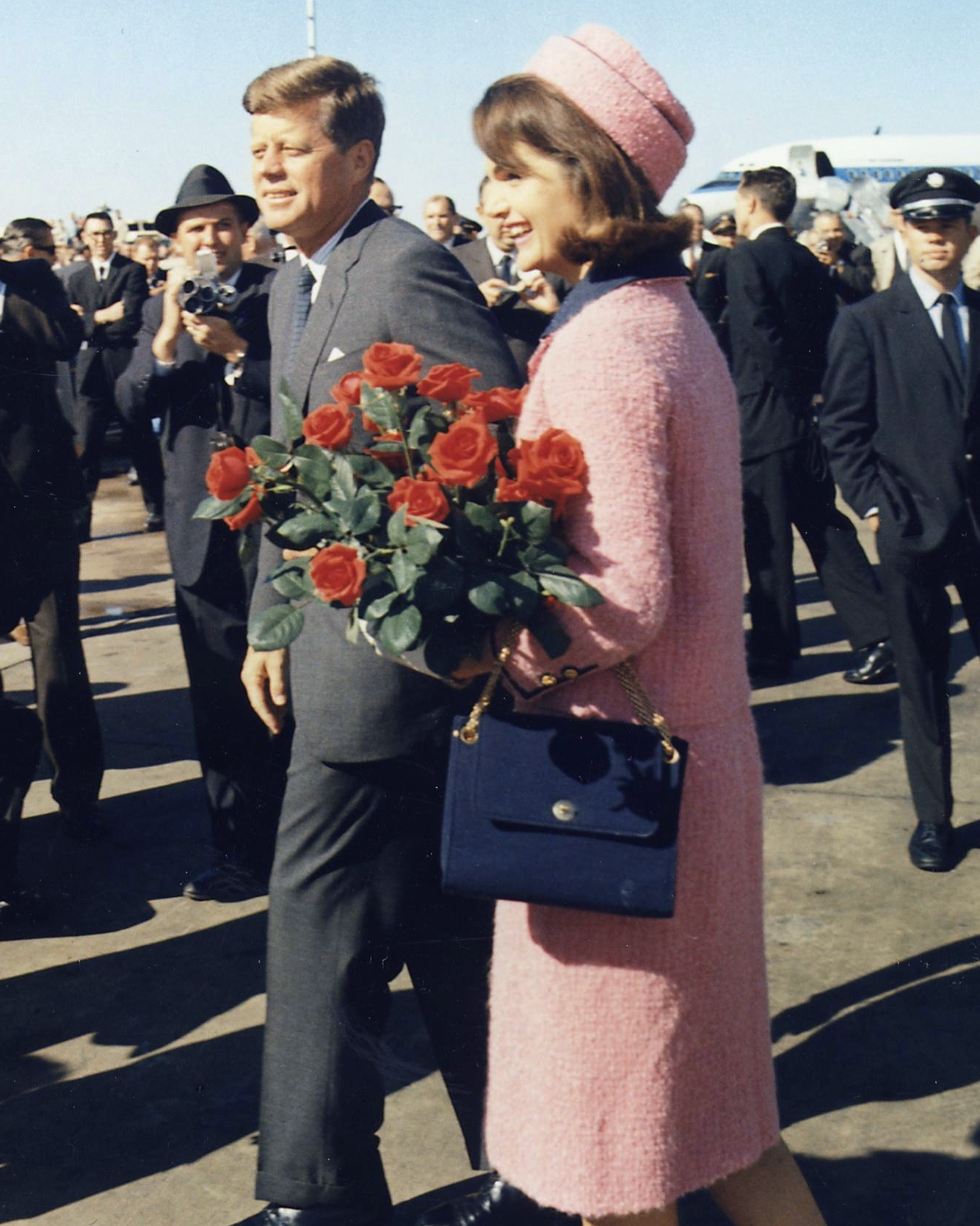
A házaspár megérkezése a Dallasba a végzetes napon, 1963. november 22-én

John Fitzgerald Kennedy és felesége 1963. november 22-én Dallasba repült. Amikor egy kis létszámú motoroskísérettel, nyitott kocsiban haladtak az Elm Streeten, az autóban ülő elnököt és John Bowden Connally texasi kormányzót lövések érték, a first lady és a kormányzó felesége, Nellie Connally sértetlen maradt. A lövéseket követően Jacqueline egyből a csomagtartó fedelére mászott, majd vissza az ülésére, miközben Connelly kormányzó és felesége szerint is többször azt mondta: „Megölték a férjemet” és „A kezemben van az agya”. Erre később nem emlékezett. A first lady kimászására Clint Hill, a titkosszolgálat ügynöke, aki az elnöki limuzin mögötti autóban utazott és az első lövés után egyből az elnöki konvojra futott, hogy felszálljon elmondta, hogy először azt gondolta, hogy Mrs. Kennedy valamit el akar érni, talán az elnök koponyájának egy darabját. Az ügynök ezután felugrott a limuzin hátuljára, miközben a first lady visszatért az ülésébe, Hill pedig az autóba kapaszkodott, míg az nagy sebességgel elhagyta a teret, hogy a Parkland Memorial kórházhoz hajtson, ahol később bejelentették JFK halálát.

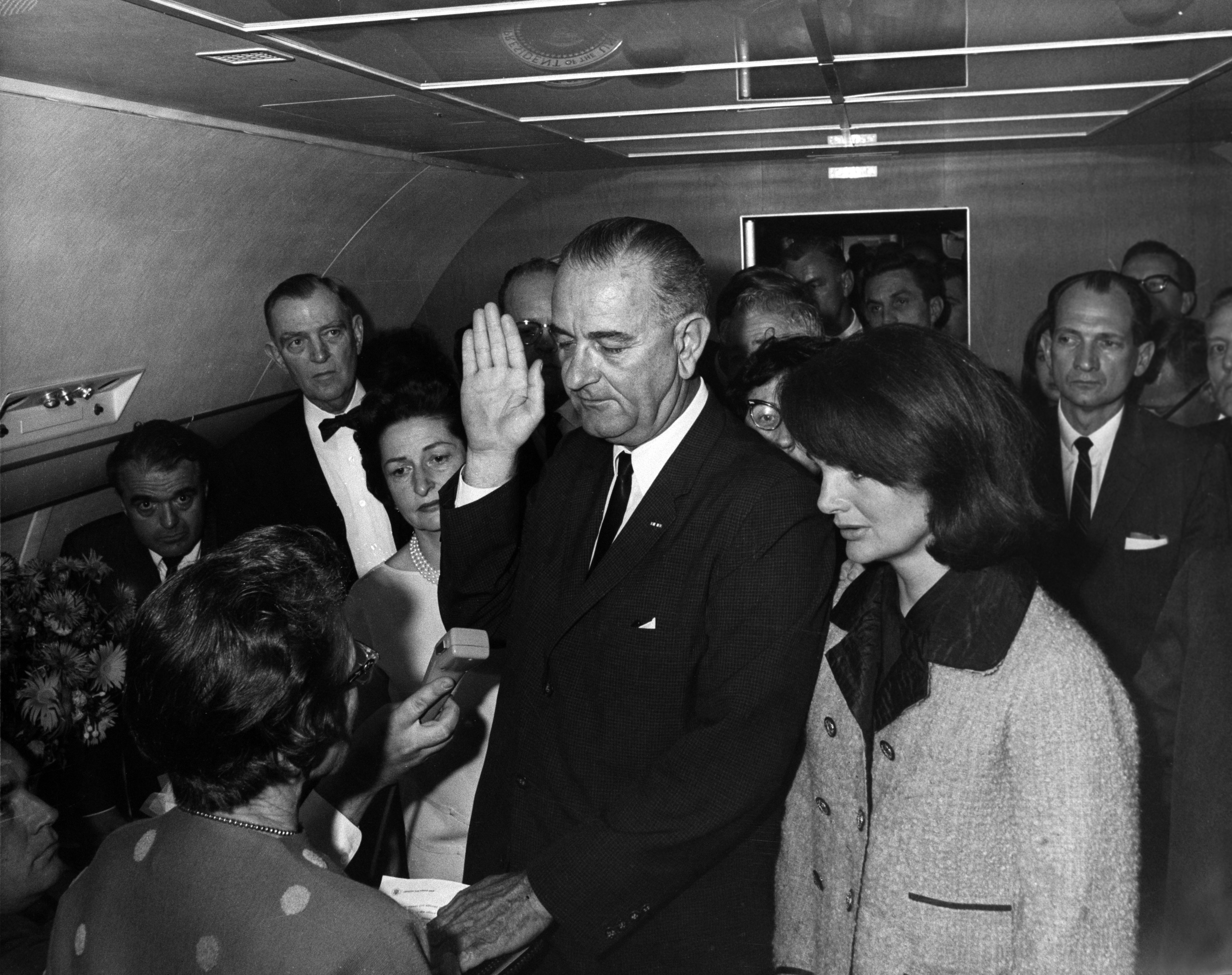
Jacqueline Kennedy Lyndon B. Johnson mellett az elnöki eskületétel alatt az elnöki gép fedélzetén

Miután férjét halottnak nyilvánították, ő nem volt hajlandó átöltözni, lemosta ugyan a vért az arcáról, de továbbra is a merénylet idején használt, véres rózsaszín kosztümjét viselte, még akkor is, amikor már az Air Force One fedélzetén, Lyndon B. Johnson alelnök letette az elnöki esküjét. Lady Bird Johnsonnak azt mondta: „Azt akarom, hogy lássák, mit tettek Jackkel!” Lánya, Caroline Kennedy anyja ruháját 2003-ban az Országos Levéltárnak adományozta azzal a feltétellel, hogy száz évig nem teszik közszemlére, így a híres világos rózsaszín Chanel kosztümje 2103-ban lesz először megtekinthető. Johnson életrajzírója, Robert Caro azt írta, hogy Jackie azért akart jelen lenni az eskületételen, hogy ezzel is bizonyítsa az új elnök legitimitását a Kennedy-lojalisták és az egész világ előtt. Jacqueline Kennedy aktív szerepet vállalt férje állami temetésének megszervezésében. Megengedte, hogy az emberek leróhassák gyászukat a Fehér Házban és a Capitoliumban. A gyászszertartást a Szent Mátyás Katedrálisban tartották. John Fitzgerald Kennedyt 1963. november 25-én az Arlingtoni Nemzeti Temetőben helyezték örök nyugalomra, és felesége volt az első, aki az öröklángot meggyújtotta a sírjánál, amit az ő kérésére terveztek.

## A merénylet után
Jacqueline Kennedy a támadás és a temetés alatti határozottságával és bátorságával elnyerte a világ megbecsülését. Férje halála után két héttel hagyták el a Fehér Házban lévő lakosztályukat. Johnson rendszeresen beszélt vele telefonon, és leveleket is váltottak egymással.
Egy héttel a támadás után, 1963. november 29-én a Hyannis Portban Theodore H. White készített egy interjút az elnök feleségével a Life magazinnak. Ezen a beszélgetésen a Fehér Házban töltött időszakot Artúr király misztikus cameloti éveihez hasonlította, és azt is elmondta, hogy az elnök gyakran énekelte lefekvés előtt a Lerner és Loewe musicalének azonos című dalát.
Miután 1964 telét Averill Harriman, a tekintélyes amerikai politikus otthonában töltötték Washingtonban, lakást vásárolt az 1040 Fifth Avenue-n, abban a reményben, hogy itt több magánéletet tud gyermekeinek biztosítani, a virginiai Atokában épített házát pedig eladta. Egy évig gyászolt, nem jelent meg a nyilvánosság előtt, és aztán is védte magánéletét. Rendszeresen látogatta férje sírját, és részt vett a különböző emlékező eseményeken. Ilyen volt például az 1967-ben a Newport News Shipbuilding and Drydock Company(NNS) által épített repülőgép-hordozó - amely a USS John F. Kennedy (CV 67)nevet kapta - keresztelése és vízre bocsátása. 1965 májusában Jacqueline Kennedy és II. Erzsébet brit királynő közösen jelentek meg az elhunyt elnöknek állított emlékmű avatásán az Egyesült Királyságbeli Runnymede-ben. Felügyelte a John F. Kennedy Könyvtár felállításának munkálatait, aminek az volt a célja, hogy bemutassa a Kennedy vezetése alatti legfontosabb dokumentumokat és egyéb emlékeket. A könyvtárat eredetileg a Massachusetts állambeli Cambridge-ben, a Harvard Egyetem közelében állították volna fel, de végül különböző okok miatt Bostonban helyezték el. A külföldi állami és hazai magánadományokból finanszírozott könyvtárat közel 16 évvel a merénylet után, 1979-ben Jimmy Carter elnök avatta fel.

## Házassága Onasszisszal
Az özvegy Arisztotélisz Onászisz görög hajómagnással, aki már elvált a feleségétől, és szakított Maria Callasszal is 1968-ban összeházasodott. A jogi kereteket egy 28 oldalas szerződés foglalta össze. Eszerint Jackie hárommillió dollárt kapott, egyet-egyet pedig a gyermekei. A házaspár a férj tulajdonában lévő Skorpió-szigeten (Jón-tenger), illetve további más rezidenciákon élt (New York, New Jersey, Párizs, a Christina nevű luxusjacht). Sokat utazgatott, és csillagászati összegeket költött luxusdolgokra. Viszonyuk az évek múlásával sokat romlott, s csak „Onasszisz” 1975-ben bekövetkezett halála gátolta meg válásukat. A hagyatékból az özvegy 26 millió amerikai dollárt kapott, azt is csak mostohalánya jóvoltából.

## Halála
John Fitzgerald Kennedy elnök özvegye férje halála után több mint harminc évvel, hatvannégy éves korában hunyt el. Rákban szenvedett.